# Jenö Eisenberger
Jenö Eisenberger (* 16. November 1922 in Sátoraljaújhely, Königreich Ungarn; † 14. August 2016 in Wien) war ein ungarisch-österreichischer Kaufmann und Eigentümer einer der bedeutendsten österreichischen Kunstsammlungen.

## Biografie
Eisenberger wurde 1922 als eines von neun Kindern eines Weinhändlers geboren. Er besuchte die jüdische Grundschule des Cheders, danach die jüdische Volksschule und bis 1937 eine Talmud-Schule. Er arbeitete in einer Wäschefabrik und anschließend als selbständiger Hemdenschneider. 1943 beschaffte er sich „arische“ Papiere. Als 1944 die deutsche Wehrmacht Ungarn besetzte, wurde er Mitglied einer Jugendorganisation der faschistischen Pfeilkreuzler, gleichzeitig arbeitete er für eine illegale jüdische Hilfsorganisation. Im Oktober desselben Jahres flüchtete er Richtung Osten der Roten Armee entgegen. Nur vier der neun Geschwister überlebten wie er die Shoa.
Nach der Befreiung begann er in Budapest einen Kleiderhandel, später stellte er Herrenwäsche und Perlmuttknöpfe her. 1947 nahm er am israelischen Unabhängigkeitskrieg teil, zu dieser Zeit wurde Ungarn kommunistisch und sein Betrieb verstaatlicht. Mit der Abfindung begann er 1949 am Wiener Naschmarkt mit einem Stand. Im Jahr 1961 eröffnete er die erste Selbstbedienungskette Österreichs, LÖWA.
1972 verkaufte er diese an die deutsche Tengelmann-Gruppe, die daraus zwischen 1976 und 1998 die Zielpunkt-Supermärkte machte. 1972 gründete er mit Julius Meinl die Supermarktkette PAM PAM. 1974 stieg Eisenberger als Teilhaber aus und eröffnete in Wien-Inzersdorf (nahe dem Wohnpark Alterlaa) seinen Eisenberger-Markt, aus dem später ein Praktiker-Baumarkt wurde, derzeit (2020) Center Alterlaa mit Interspar u. a.
1964 heiratete er die 1934 in Bratislava geborene Vera geb. Grünsfeld/Schwartz, eine Pädagogin, die Kunstgeschichte studiert hatte und ihn ermunterte, in den 1980er Jahren eine Sammlung zu beginnen. Vera Eisenberger starb 2000 in Wien.

## Sammlung
Die Sammlung Eisenberger stellt eine der bedeutendsten privaten Kunstsammlungen Österreichs dar. Sie wurde vom Ehepaar Eisenberger unter der Maxime „Wir sammeln Österreich.“ zusammengestellt. Die Sammlung gliedert sich in mehrere Bereiche:
- Meisterwerke der österreichischen und ungarischen Malerei und bedeutende kunstgewerbliche Arbeiten des Biedermeiers und Jugendstils; mit bedeutenden Arbeiten von Broncia Koller-Pinell, Olga Wisinger-Florian, Emil Jakob Schindler, Carl Moll
- Keramiken, u. a. von Michael Powolny, eine herausragende Sammlung an Lötz-Vasen
- Eine bedeutende Sammlung von Judaica; sie umfasst alle wichtigen rituellen Objekte wie Tora-Kronen, Toraaufsätze, Toraschilde, Esther-Rollen, Gewürzbüchsen, Chanukka-Leuchter, Spenden-Büchsen etc. vor allem aus der Zeit der österreichisch-ungarischen Monarchie.
- Gebrauchsgegenstände, Möbel und Glas
- Österreichische Gegenwartskunst, die u. a. mit Hans Staudacher, Markus Prachensky und Gunter Damisch vertreten ist